# Anna Łoś
Anna Maria Łoś (ur. 18 marca 1958 we Wrocławiu, zm. 9 stycznia 2018 tamże) – polska fotografka i fotoreporterka.

## Życiorys
Jedna z założycieli Niezależnej Agencji Fotograficznej „Dementi” (1982–1991) powstałej po wprowadzeniu stanu wojennego w Polsce. Działając w konspiracji agencja dostarczała serwis fotograficzny dla polskiej prasy niezależnej wychodzącej poza zasięgiem cenzury oraz prasy zagranicznej za pośrednictwem agencji Reuters, AP i AFP.
Współautorka wystaw fotograficznych agencji „Dementi” prezentowanych w mieszkaniach i kościołach w ramach „niezależnego obiegu kultury” tj. bojkotu galerii państwowych przez środowiska artystyczne.
Fotoreporterka i fotoedytorka „Gazety Wyborczej” we Wrocławiu (1993–2002), współpracowała z „Newsweek Polska”, „Przekrój”, „Polityka”, „Marie Claire” (2002–2004).
Związana z wrocławskim środowiskiem teatralnym, systematycznie fotografowała spektakle Teatru Współczesnego, Teatru Polskiego i kolejne edycje Międzynarodowego Festiwalu Teatralnego Dialog (1999–2006).
Współzałożycielka i członek zarządu Fundacji Niezależnej Agencji Fotograficznej „Dementi” (2007–2013). Członek zarządu Oddziału Dolnośląskiego Stowarzyszenia Dziennikarzy Polskich, skarbnik oddziału (2004–2010).
W 2006 odznaczona Krzyżem Kawalerskim Orderu Odrodzenia Polski.
Została pochowana na cmentarzu Ducha Świętego przy ul. Bardzkiej we Wrocławiu.

## Wystawy
- 2018 – 2019 – wystawa indywidualna fotografii teatralnej,  Muzeum Teatru im. Henryka Tomaszewskiego[4]
- 2021 – 2022 – wystawa grupowa „Jedyne. Nieopowiedziane historie polskich fotografek”, Dom Spotkań z Historią[5]

## Nagrody
- 1999 – Nagroda specjalna dziennika „Rzeczpospolita” za najlepsze zdjęcie polityczne roku w Konkursie Polskiej Fotografii Prasowej[6]
- 1990 – Nagroda Niezależnej Fundacji Popierania Kultury Polskiej „Polcul”[7]
- 1988 – Nagroda Stowarzyszenia Dziennikarzy Polskich dla Dziennikarzy Niezależnych im. Eugeniusza Lokajskiego